# Constituição da República Federal da Iugoslávia
A Constituição da República Federal da Iugoslávia, também conhecida como Constituição de Žabljak, foi uma constituição adotada pelo Conselho Federal da Assembleia da República Socialista Federativa da Iugoslávia[a] em 27 de abril de 1992. Incluía a República da Sérvia e a República de Montenegro. Essas duas repúblicas decidiram, após a dissolução da República Socialista Federativa da Iugoslávia, não formar estados independentes, mas sim um estado comum. A Constituição declarou a República Federal da Iugoslávia um país democrático, baseado na igualdade dos povos de ambas as repúblicas. O presidente da República Federal da Iugoslávia era eleito pela Assembleia, até as emendas constitucionais de 2000. Os membros do parlamento federal eram eleitos em eleições diretas, a cada quatro anos. Eles elegeram o Governo, cujo mandato também era de quatro anos. A Constituição estipulou que o primeiro-ministro federal deve ser de Montenegro. Esta Constituição, com pequenas alterações posteriores, esteve em vigor até 2003, quando foi adotada a Carta Constitucional do novo país: a União Estatal da Sérvia e Montenegro. 